# 蕭子顕
蕭 子顕（しょう しけん、487年 - 537年）は、南朝梁の歴史家・文学者。字は景陽。本貫は南蘭陵郡蘭陵県。南朝斉の高帝蕭道成の孫で、豫章王蕭嶷の八男。弟に文学者・書家の蕭子雲がいる。

## 略歴
幼い頃から聡明で、父の蕭嶷に最も可愛がられたという。7歳の時に寧都県侯に封じられる。南朝斉末期の混乱に巻き込まれ、自身の命も危ういところであったが、南朝斉の実権を握った蕭衍（後の南朝梁の武帝）に保護され、彼の簒奪に協力した。蕭衍が南朝梁を建国すると、太子中舎人・建康県令・国子祭酒・侍中・吏部尚書などの要職を歴任した。大同3年（537年）、仁威将軍・呉興郡太守となり、郡に赴任してまもなく死去した。享年49。
蕭子顕は好学で文才に秀で、若い頃沈約に讃えられた。皇太子の蕭綱（後の簡文帝）は蕭子顕を重んじ、いつも彼に宴会の近侍をさせるほどであった。その一方、自らの才能を恃んで傲慢で、吏部尚書であった時、さまざまな賓客と会っても、彼らと言葉を交わさず、ただ手の中の扇子を挙げて自分を扇ぐだけで、そのため多くの人々から憎まれた。葬儀の時、武帝自らの詔により「驕」と諡された。
著作には、『後漢書』『晋史草』『斉書（南斉書）』『普通北伐記』『貴倹伝』などがあったが、『南斉書』を除き、ほかはすべて散迭した。

## 子女
- 蕭序（太清年間に太子家令・太子中庶子の官を歴任し、東宮の記録を管掌した。侯景の乱のとき、建康の城内で死去した）
- 蕭愷

## 伝記資料
- 『梁書』巻35 列伝第29
- 『南史』巻42 列伝第32